# Раменская, Марианна Леонтьевна
Марианна Леонтьевна Раме́нская (1915—1991) — советский учёный-ботаник, доктор биологических наук.

## Биография
12 декабря 1915 года родилась в семье русского геоботаника Л. Г. Раменского.
В 1934 году окончила техникум по подготовке научно-технических кадров для Академии наук СССР (специальность «лаборант по физиологии растений») и поступила на Биологический факультет в Ленинградский государственный университет.
В 1939 году окончила с отличием Ленинградский государственный университет (диплом «Высокогорные ячменные степи сыртов Центрального Тянь-Шаня») и там же поступила в аспирантуру при кафедре геоботаники.
В 1946 году окончила аспирантуру и ей была присвоена ученая степень кандидата биологических наук (диссертация «Ячменные фитоценозы Ферганского хребта»).
С 1946 по 1964 года — сотрудник Карело-Финской базы АН СССР (с 1949 года — Карело-Финского филиала АН СССР, с 1956 года — Карельского филиала АН СССР).
В марте 1964 года уволена из Карельского филиала АН СССР в связи с изменением тематики и реорганизацией, осенью 1964 года гербарий М. Л. Раменской передан Петрозаводскому государственному университету.
20 декабря 1964 года принята на работу в Полярно-альпийский ботанический сад (ПАБС, с 1967 года — ПАБСИ).
17 декабря 1966 года присуждена ученая степень доктора биологических наук за монографии «Луговая растительность Карелии» и «Определитель высших растений Карелии».
24 июня 1968 года назначена заведующим Лабораторией флоры и растительных ресурсов.
11 января 1976 года уволена из ПАБСИ по причине выхода на пенсию по старости и состоянию здоровья.
Итоговые работы М. Л. Раменская — «Определитель высших растений Мурманской области и Карелии» (1982) и «Анализ флоры Мурманской области и Карелии» (1983) — закончила уже на пенсии.

## Избранные труды
Автор 34 научных работ, в том числе 6 монографий.
- Раменская М. Л. Луговая растительность Карелии. — Петрозаводск : Гос. изд-во Карельской АССР, 1958. — 400 с.
- Раменская М. Л. Определитель высших растений Карелии. — Петрозаводск : Гос. изд-во Карельской АССР, 1960. — 486 с.
- Раменская М. Л. Микроэлементы в растениях Крайнего Севера. — Л. : Наука, 1974. — 158 с. — 1250 экз.
- Раменская М. Л. (отв. ред.). Лесовосстановление в Карельской АССР и Мурманской области. — Петрозаводск : Карельский филиал АН СССР, 1975. — 206 с.
- Раменская М. Л., Андреева В. Н. Определитель высших растений Мурманской области и Карелии / отв. ред. Н. А. Миняев. — Л. : Наука, 1982. — 435 с. — 1900 экз.
- Раменская М. Л. Анализ флоры Мурманской области и Карелии / отв. ред. Р. Н. Шляков. — Л. : Наука, 1983. — 216 с. — 700 экз.